# IC 2042
IC 2042 је појединачна звијезда у сазвјежђу Часовник која се налази на листи објеката дубоког неба у Индекс каталогу.
Деклинација објекта је - 47° 16' 14" а ректасцензија 4h 11m 43,1s. IC 2042 је још познат и под ознакама ESO 250-*11.